# Rathong Chu
Der Rathong Chu ist ein etwa 42 km langer rechter Nebenfluss der Rangit im Westen des indischen Bundesstaates Sikkim.

## Verlauf
Der Rathong Chu hat seinen Ursprung in dem etwa 4700 m hoch gelegenen Gletscherrandsee unterhalb der Moräne des Rathonggletschers, 17 km südlich vom Achttausender Kangchendzönga. Der Rathong Chu fließt anfangs in südlicher bis südsüdöstlicher Richtung durch den Himalaya. Bei Flusskilometer 24 mündet der Prek Chu linksseitig in den Rathong Chu. Zwischen den Flusskilometern 20 und 13 fließt der Rathong Chu nach Süden. Im Unterlauf verläuft der Fluss in ostsüdöstlicher Richtung. Bei Flusskilometer 10 trifft der Rimbi Chu von rechts auf den Rathong Chu. Dieser mündet schließlich auf einer Höhe von etwa 700 m in den an dieser Stelle aufgestauten Rangit. Der Oberlauf des Rathong Chu liegt innerhalb des Kangchendzönga-Nationalparks. Zwischen den Flusskilometern 33 und 19 bildet der Fluss die südliche Schutzgebietsgrenze.

## Hydrologie
Der Rathong Chu führt das ganze Jahr über Wasser. Im Frühjahr bildet die Schneeschmelze einen wichtigen Faktor. Zwischen Juni und September bestimmen die Niederschläge des Monsuns die Abflüsse des Rathong Chu.

## Wasserkraftnutzung
Am Flusslauf, 3 km oberhalb der Mündung, befindet sich das 2011–2017 errichtete und 2017 in Betrieb genommene Wasserkraftwerk Tashiding (⊙). Das Wasser wird bei Flusskilometer 10, unmittelbar unterhalb der Einmündung des Rimbi Chu, an einem 12 m hohen und 40,25 m langen Wehr (⊙) abgeleitet. Das Speicherbecken am Wehr hat eine Kapazität von 51.000 m³ und hat bei Vollstau eine Wasserfläche von 1,33 ha. Das abgeleitete Wasser gelangt über einen 5,7 km langen Tunnel, einen 234 m langen Druckstollen sowie einer 282 m langen oberirdisch verlaufenden Druckleitung zum Kraftwerk. Dieses verfügt über zwei vertikal ausgerichtete 48,5 MW-Francis-Turbinen. 
Für die erwartete Jahresenergieproduktion werden Zahlen zwischen 425 und 450 GWh genannt. Die Brutto-Fallhöhe liegt bei 221,5 m, die Netto-Fallhöhe bei 208,33 m. Der Ausbaudurchfluss beträgt 49,6 m³/s. Unmittelbar unterhalb des Kraftwerks gelangt das Wasser wieder zurück in den Fluss. 